# 北芝健
北芝 健（きたしば けん、生年未公表10月22日 - ）は、元警視庁刑事で日本の警察ジャーナリスト・漫画原作者・作家・空手家、犯罪心理学者。
日本経済大学大学院講師（「パブリックインテリジェンス研究」）。

## 略歴
生年は公表されていない。
東京都葛飾区出身。父は内科医、母は小児科医。早稲田大学卒業。貿易会社に勤務ののち警察官となる。
警察学校初任科を修了後、所轄署派出所を経て、刑事講習を受ける。その間に選挙取締本部、特別捜査本部での捜査を経験。
その後警視庁語学研修、公安講習を経て公安警察に配属され、外国要人の警護なども担当する。
早稲田大学大学院にて犯罪社会学研究のため退職。その後、警視庁OB団体に所属。
現在は犯罪学及び国際関係論を講義して教壇に立つ。学術社団「日本安全保障・危機管理学会」顧問・研究講座講師（治安・犯罪・情報）。NHK文化センター講師を歴任した。

## 人物
趣味は読書、短歌、川柳、海外バックパッカー。特技は沖縄剛柔流空手6段。警視庁柔道2段。日本拳法3段。護身術・空手道場「修道館」館長。身長178cm、体重89kg。

## 出演番組

### レギュラー出演
- TVのチカラ（テレビ朝日）
- やじうまプラス（テレビ朝日 初出演 - 2006年9月） - 土曜日レギュラー
- 熱血!平成教育学院（フジテレビジョン 初出演 - 2007年3月）※MCのユースケからは「デューク」と呼ばれていた。

### 映画出演
- 公安警察捜査官（2006年アートポート） - 小原管理官役
- COOL GIRLS（2008年GPミュージアムソフト） - 管理官役
- 新まるごし刑事（2009年） - 理事官役
- 女神戦隊ヴィーナスファイブ（2009年） - 警察官役

## 著作

### 漫画原作
- 1980年 本宮ひろ志『俺の空 刑事編』、集英社
- 1983年 政岡としや『捨て駒いち —港警察特捜要員—』、集英社、全8巻
- 1983年 政岡としや『闇の捜査係長 清二郎桜』、集英社
- 1984年 秋本治 『こちら葛飾区亀有公園前派出所』39巻掲載
- 1984年 猿渡哲也『Mr.ホワイティ』
- 1985年 筒美廣平（谷村ひとし)『私刑都市』、芳文社、全4巻
- 1985年 政岡としや『銀座警察』、徳間書店、全1巻
- 1986年 渡辺みちお『まるごし刑事』、実業之日本社（漫画サンデー）、全75巻
- 1992年 渡辺みちお『渡世無頼』、実業之日本社、喜田健夫の筆名での原作
- 1994年 広岡球志『五人囃子』、東京三世社DOコミックス
- 2002年 花菱スパーク『刑事一太郎』、マンサンコミックス
- 2006年 渡辺保裕『内閣権力犯罪強制取締官 財前丈太郎』、新潮社、全17巻
- 2007年 『マンガ 警察裏物語』 ISBN 978-4408612669
- 2007年 片山誠『究極兵器将太郎 特科捜査隊誕生編』 ISBN 978-4408170473
- 2007年 『実録警察裏の裏』、竹書房 ISBN 978-4812463796
- 2007年 『実録警察裏の裏 実態!警察組織秘密のベール編』、竹書房 ISBN 978-4812466018
- 2007年 『実録警察裏の裏 3 凶悪犯罪VS日本警察編 (3)』、竹書房 ISBN 978-4812466308
- 2009年 小林政王『新まるごし刑事』 ISBN 978-4408171777

### 主著
- 2000年『密教福寿開運法』実業之日本社 (三郎丸 光明 名義) ISBN 4408321117
- 2002年『歌舞伎町がもし100人の村だったら—世界、人類、人生、人間の縮図がココにある!歌舞伎町パラダイス』 ロングセラーズ ISBN 4845412209
- 2003年『ニッポン非合法地帯』 扶桑社 ISBN 4594041078
- 2003年『まるごし刑事の悪いやつらは許さない犯科帳—日本警察なめんなよ』 ロングセラーズ ISBN 4845412322
- 2004年『「落とし」の技術—いかにして、相手の本心を見破るか』 双葉社 ISBN 4575296716
- 2004年『踊るドラマの刑事 ウソ・ホント』 フェアベル ISBN 978-4902026429
- 2005年『スマン!刑事（デカ）でごめんなさい』 宝島社（DVDビデオ「公安警察捜査官」原作）
- 2005年『治安崩壊──凶悪犯罪社会を生き抜くために知るべきこと』 河出書房新社[注釈 1]
- 2006年『警察裏物語』 バジリコ ISBN 978-4862380074
- 2006年『読書狂刑事!』 ミリオン出版
- 2006年『元警視庁刑事・北芝健が明かす!裸の警察官』 宝島社
- 2006年『日本警察 裏のウラと深い闇』 大和書房
- 2006年『ニッポン犯罪狂時代』 扶桑社
- 2006年『成功したけりゃウソをつけ!』 辰巳出版※編集
- 2006年『ミステリーファンのためのニッポンの犯罪捜査』 双葉社※監修
- 2007年『北芝健のアンチエイジング道場』 バジリコ ISBN 4862380786
- 2007年『ヤクザ極道学—現代人の裏教養 (だいわ文庫 H 42-2) 』大和書房 (文庫 - 2007/10)
- 2007年『やんちゃ、刑事。』竹書房 (2007/11/30) ISBN 481243355X （警察時代の写真が載っている）
- 2007年『警察のしくみ』（図解雑学シリーズ）ナツメ社 (単行本（ソフトカバー） - 2007/12/10) ISBN 4816342257
- 2008年『ヤクザの裏経済学—元刑事が明かすワルの錬金術』幻冬舎 (単行本 - 2008/6) ISBN 453725596X
- 2008年『いざというときの警察ご利用案内』 日本文芸社 (単行本 - 2008/7) ISBN 4344015339
- 2008年『元警視庁刑事北芝健が教えるあの-超有名刑事ドラマ・漫画の「変なウソ」』コアコミックス※監修 ISBN 486252429X
- 2008年『続・警察裏物語』 バジリコ ISBN 4862381057
- 2008年『ニッポン非合法地帯』 扶桑社 ※2003年出版を文庫化 加筆増補有り ISBN 4594058493
- 2009年『警察裏物語』 新潮社 ※2006年バジリコ出版を文庫化 加筆増補有り ISBN 978-4101381510
- 2009年『魔の薬（クスリ）−それでも覚醒剤をやりますか？』 あ・うん ISBN 978-4901318914
- 2010年『悪の経済学』 KKロングセラーズ ISBN 978-4845421626
- 2010年『右翼の掟 公安警察の真実』（鈴木邦男と共著） 日本文芸社 ISBN 978-4537256963
- 2011年『「脳」が人を犯罪者に変える』（東京警察病院医師・ 澤田 彰史監修） 日本文芸社 ISBN 978-4537258431
- 2011年『そこが知りたい！「日本の警察」』 PHP文庫 ISBN 978-4569676234
- 2011年『実録心霊事件簿』 学研
- 2011年『刑事捜査バイブル』 双葉社
- 2012年『暴力団の経営学』 日本文芸社
- 2012年『マル暴』 バジリコ
- 2012年『20歳若返る美肌の作り方』 KKロングセラーズ
- 2013年『犯罪に狙われる子供たち』 メディアパル

### 連載
- 夕刊フジ火曜日コラム『北芝健の眼飛ばし犯科帳』 - 連載終了。
- 日刊サイゾー 北芝健の「いわんや悪人においてをや」 - 連載終了。

### 著作協力
- 2003年 勝手に!踊る大捜査線（フジテレビ出版） ISBN 978-4594041380 - 北芝は踊る大捜査線の原案協力者。倉田真由美と協力しているオフィシャル本。
- 2005年 鈴木邦男 公安化するニッポン?実はあなたも狙われている!（WAVE出版） ISBN 978-4872902297 - インタビューで登場。
- 2006年 辛酸なめ子 女修行（インフォバーン） ISBN 4901873598 - 第10回に登場。
- 2008年 小原誠 探偵裏物語（バジリコ出版） ISBN 4862381049 - 第3章に協力。
- 2008年 文藝春秋SPECIAL 2009年01月号 アンチエイジング読本 ISBN B001L2UYXY「北芝 健 抗加齢戦争の成果は」
- 2008年 河村シゲル三浦和義対談集『敗れざる者たち』（ぶんか社） ISBN 978-4821142248 鈴木邦男 - 対談協力。

### 映画原作
- まるごし刑事（1993年）
- 武闘派刑事 銀座警察（1994年）
- 渡世無頼（1995年）
- 武闘派刑事2 HEART CRASH（1995年）
- 公安警察捜査官（2006年） - 出演もしている。
- 新まるごし刑事（2009年）

### テレビドラマ
- リミット もしも、わが子が…（2000年、讀賣テレビ放送） - 拳銃所作指導。

### 空手DVD
- 2001年 沖縄空手 上巻 ベースボールマガジン社 ISBN 978-4583040820
- 2001年 沖縄空手 下巻 ベースボールマガジン社 ISBN 978-4583040813
- 2001年 3 Major Schools of Okinawa Karate (DVD Volume 1) Uechi-ryu, Goju-ryu, Shorin-ryu (2001) ASIN B000N28JP8
- 2001年 3 Major Schools of Okinawa Karate (DVD Volume 2) Uechi-ryu, Goju-ryu, Shorin-ryu (2001) ASIN B000N28EXU
- 2002年 全自衛隊空手道連盟 究極の武道空手 - 制作総指揮。